# Совершенная игра Марка Бюрле

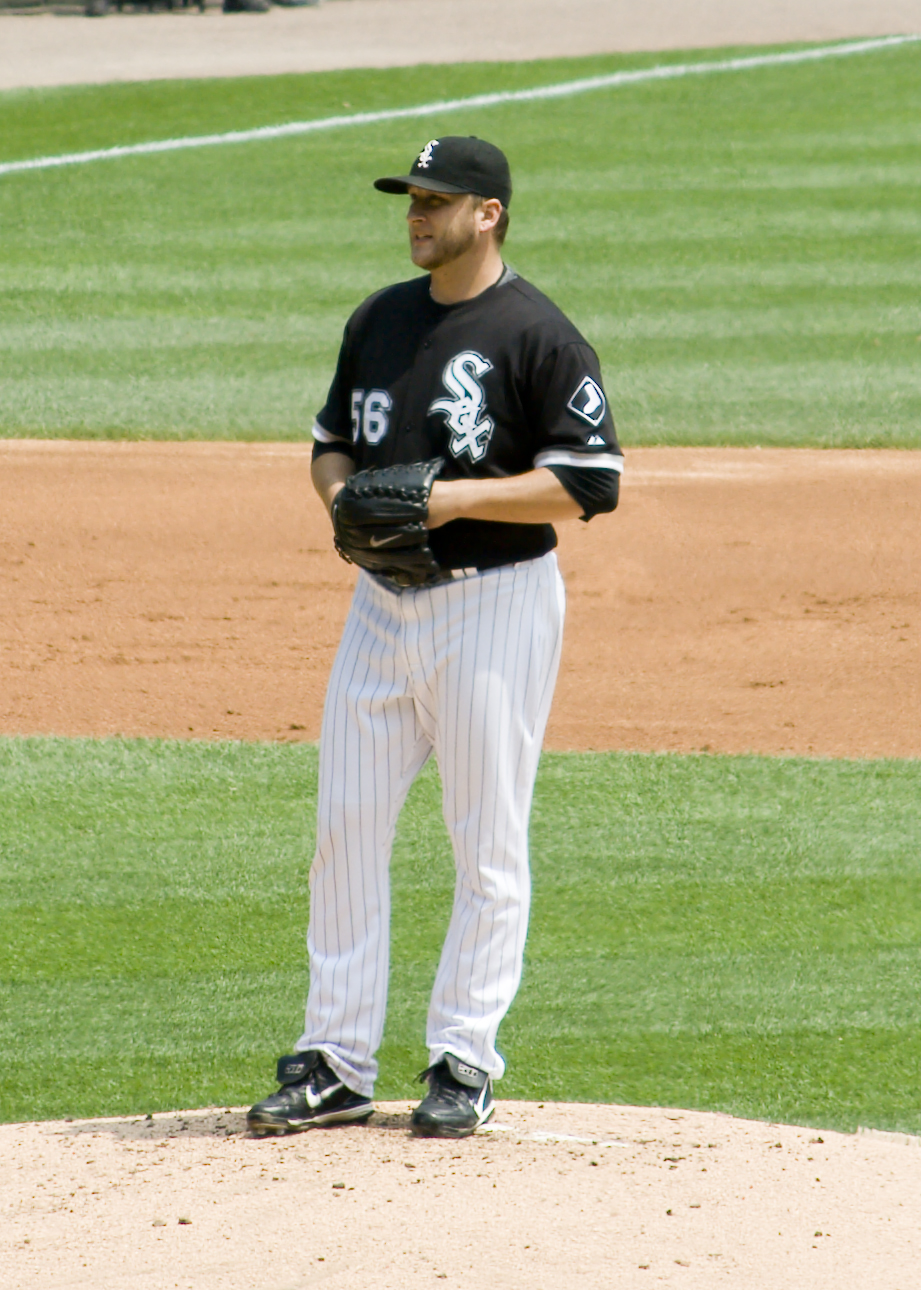
Бюрле во время своей совершенной игры

23 июля 2009 года американский бейсболист, питчер команды Главной лиги бейсбола «Чикаго Уайт Сокс», Марк Бюрле сыграл совершенную игру против «Тампы Бэй Рейс». Это событие произошло в Чикаго, штат Иллинойс, на домашней арене «Уайт Сокс» «U.S. Cellular Field» в присутствии 28 036 зрителей. Игра длилась 2 часа и 3 минуты, с 13:07 до 15:10 по местному времени, и завершилась со счётом 5:0.
Этот матч стал восемнадцатой совершенной игрой и 263-м ноу-хиттером в истории Главной лиги бейсбола. Также это была вторая совершенная игра (после игры Чарли Робертсона против «Детройт Тайгерс» 30 апреля 1922 года) и 17-й ноу-хиттер в истории «Чикаго Уайт Сокс».
Для Марка Бюрле эта игра стала вторым ноу-хиттером в карьере, первый случился двумя годами ранее, 18 апреля 2007 года, против «Техас Рейнджерс».
Ампайр в доме, Эрик Купер, также работал главным судьёй, когда Бюрле сыграл свою первую ноу-хит игру. По совпадению, и ампайр, и игрок носят форму с номером 56.

## Перед матчем
Марк Бюрле был задрафтован «Чикаго Уайт Сокс» в 38 раунде под общим 1139-м номером на драфте 1998 года. В главной команде франшизы питчер дебютировал 16 июня 2000 года, сыграв один иннинг как релиф-питчер против «Милуоки Брюэрс» и допустив ран.
18 апреля 2007 года на арене «U.S. Cellular Field» Бюрле сыграл свой первый ноу-хиттер в карьере в игре против «Техас Рейнджерс». За матч он бросил 106 питчей, а из 27 противостоявших ему баттеров, он сделал страйкаут восьми и допустил лишь один уок. Этот ноу-хиттер стал 16-м в истории «Уайт Сокс», первый после достижения Уилсона Альвареса 11 августа 1991 года и первый на домашней арене с 1967 года.
В «День открытия» сезона 2009 Бюрле был стартовым питчером в матче против «Канзас-Сити Роялс». Перед перерывом на Матч Всех Звёзд, где Бюрле отыграл совершенный третий иннинг, питчер имел на своём счету девять побед и три поражения.
Перед матчем «Рейс» имели второй в лиге процент по занятию базы (34,3 %), и поэтому имели одну из самых низких вероятностей, чтобы против них была сыграна совершенная игра.

## Ход матча

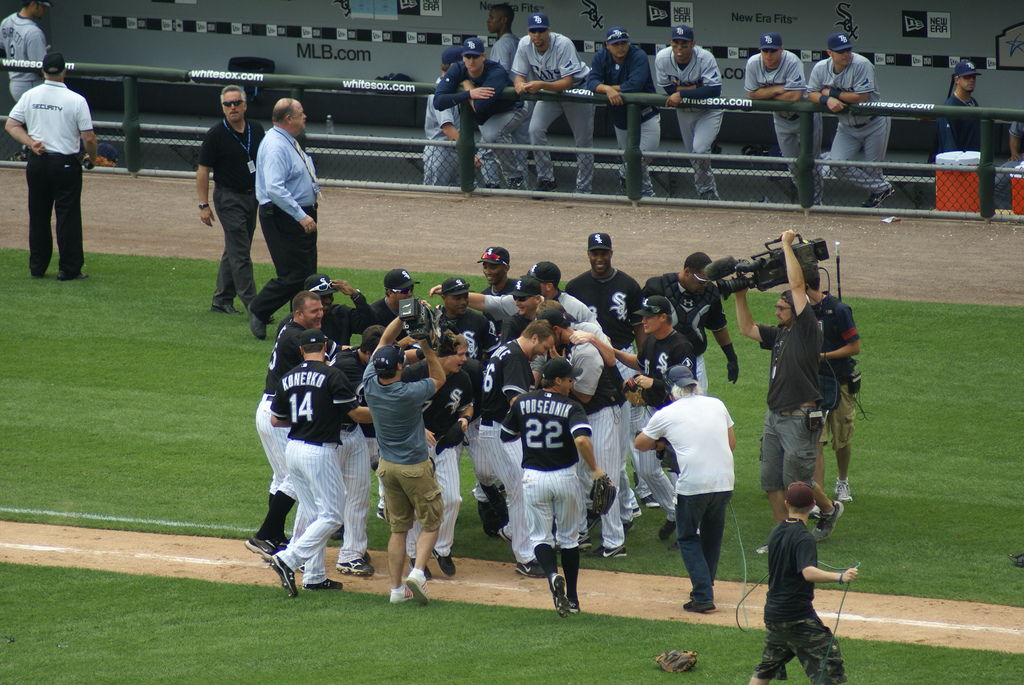
«Чикаго Уайт Сокс» поздравляет Марка Бюрле с его достижением

В «низу» второго иннинга при двух аутах одном страйке и трёх болах, инфилдер «Чикаго» Джош Филдс выбил грэнд-слэм и «Уайт Сокс» повели в счёте 4:0. Впервые в совершенной игре был выбит грэнд-слэм. В «низу» пятого иннинга Скотт Подседник выбил дабл и затем сделал ран, после того, как следующий баттер, Алексей Рамирес, также сделал дабл. «Чикаго» повело в счёте 5:0, который сохранился до конца игры.
В «верху» девятого иннинга первый хиттер «Тампы Бэй», Гейб Кеплер выбил мяч далеко в центральную зону, но аутфилдер «Чикаго» Уайз ДеУэйн сумел поймать мяч, не дав сделать Кеплеру хоум-ран и сохранив шансы на совершенную игру для Бюрле. Следующий баттер, Майкл Эрнандес был выведен в аут ту-сим фастболом при полном счёте. 27-й баттер «Рейз» выбил граунд-бол в сторону шортстопа Алексея Рамиреса, который бросил мяч на первую базу, где Джош Филдс завершил эту игру.
Дважды игроки «Тампы Бэй» были близки к тому, чтобы их фол-болы попали на фэйр-территорию. Пять баттеров «Рейс» достигали полного счёта (англ. full count), двух страйков и трёх болов.

## Статистика
«Чикаго Уайт Сокс» 5, «Тампа Бэй Рейс» 0, 23 июля 2009 года
| Команда           | 1 | 2 | 3 | 4 | 5 | 6 | 7 | 8 | 9 | R | H | E |
| ----------------- | - | - | - | - | - | - | - | - | - | - | - | - |
| Рейс (52—44)      | 0 | 0 | 0 | 0 | 0 | 0 | 0 | 0 | 0 | 0 | 0 | 0 |
| Уайт Сокс (50—45) | 0 | 4 | 0 | 0 | 1 | 0 | 0 | 0 | X | 5 | 6 | 0 |

WP: Марк Бюрле (11—3)  LP: Скотт Казмир (4—6)  
Хоум-раны:  CWS – Джош Филдс (7)

### Протокол
| Тампа Бэй Рейс       | AB | R | H | RBI | BB | SO | AVG  |
| -------------------- | -- | - | - | --- | -- | -- | ---- |
| Би-Джей Аптон, CF    | 3  | 0 | 0 | 0   | 0  | 1  | 23,8 |
| Карл Кроуфорд, LF    | 3  | 0 | 0 | 0   | 0  | 0  | 31,0 |
| Эван Лонгория, 3B    | 3  | 0 | 0 | 0   | 0  | 1  | 27,3 |
| Карлос Пенья, 1B     | 3  | 0 | 0 | 0   | 0  | 1  | 22,2 |
| Бен Зобрист, 2B      | 3  | 0 | 0 | 0   | 0  | 1  | 30,0 |
| Пэт Баррелл, DH      | 3  | 0 | 0 | 0   | 0  | 1  | 22,9 |
| Гейб Кеплер, RF      | 3  | 0 | 0 | 0   | 0  | 0  | 25,0 |
| Майкл Эрнандес, C    | 3  | 0 | 0 | 0   | 0  | 1  | 24,7 |
| Джейсон Бартлетт, SS | 3  | 0 | 0 | 0   | 0  | 0  | 33,8 |
| Всего                | 27 | 0 | 0 | 0   | 0  | 6  | 26,8 |

| Тампа Бэй Рейс        | IP  | H | R | ER | BB | SO | HR | ERA  |
| --------------------- | --- | - | - | -- | -- | -- | -- | ---- |
| Скотт Казмир, L (4—6) | 6.0 | 5 | 5 | 5  | 3  | 5  | 1  | 6,69 |
| Ленс Кормье           | 1.0 | 1 | 0 | 0  | 0  | 0  | 0  | 2,65 |
| Дэйл Тайер            | 1.0 | 0 | 0 | 0  | 0  | 1  | 0  | 4,26 |
| Всего                 | 8.0 | 6 | 5 | 5  | 3  | 6  | 1  | 4,16 |

| Чикаго Уайт Сокс       | AB | R | H | RBI | BB | SO | AVG  |
| ---------------------- | -- | - | - | --- | -- | -- | ---- |
| Скотт Подседник, CF-LF | 4  | 1 | 1 | 0   | 0  | 1  | 30,5 |
| Алексей Рамирес, SS    | 3  | 0 | 2 | 1   | 1  | 0  | 28,3 |
| Джермейн Дай, RF       | 4  | 0 | 0 | 0   | 0  | 1  | 29,3 |
| Пол Конерко, DH        | 4  | 1 | 1 | 0   | 0  | 0  | 29,5 |
| Карлос Куинтин, LF     | 3  | 1 | 0 | 0   | 1  | 0  | 22,8 |
| Уайз ДеУэйн, CF        | 0  | 0 | 0 | 0   | 0  | 0  | 19,6 |
| Гордон Бэкхем, 3B      | 4  | 0 | 0 | 0   | 0  | 1  | 29,1 |
| Джейсон Никс, 2B       | 3  | 0 | 0 | 0   | 0  | 2  | 22,0 |
| Рамон Кастро, C        | 2  | 1 | 1 | 0   | 1  | 1  | 22,5 |
| Джош Филдс, 1B         | 3  | 1 | 1 | 4   | 0  | 0  | 22,3 |
| Всего                  | 30 | 5 | 6 | 5   | 3  | 6  | 26,3 |

| Чикаго Уайт Сокс     | IP  | H | R | ER | BB | SO | HR | ERA  |
| -------------------- | --- | - | - | -- | -- | -- | -- | ---- |
| Марк Бюрле, W (11—3) | 9.0 | 0 | 0 | 0  | 0  | 6  | 0  | 3,28 |

#### Прочее
- HBP: Никс
- Питчи—страйки: Казмир 98—65, Корнье 20—11, Тайер 10—7, Бюрле 116—76
- Граунд-ауты—флай-ауты: Казмир 2—11, Корнье 3—0, Тайер 0—2, Бюрле 11—10
- Количество противостоявших баттеров: Казмир 27, Корнье 4, Тайер 3, Бюрле 27
- Ампайры: HP — Эрик Купер, 1B — Майк Рейлли, 2B — Чак Мериуайтер, 3B — Лас Диас
- Погода: 69 °F (21 °C), солнечно
- Ветер: 7 миль/ч (11,3 км/ч)
- Время стартового питча: 13:07
- Продолжительность: 2:03
- Посещаемость: 28 036
- Арена: «U.S. Cellular Field»

## После матча
После матча президент США Барак Обама, известный поклонник «Уайт Сокс», позвонил Бюрле, чтобы поздравить с его достижением. 30 июля 2009 года было объявлено губернатором Иллинойса Патом Куинном «Днём Марка Бюрле». На стену, где ДеУэйн в «низу» девятого иннинга поймал мяч, была нанесена надпись «The Catch».
Сразу после совершенной игры Бюрле имел одиннадцать побед при трёх поражениях и показатель ERA 3,28. После этого матча до конца сезона питчер выиграл лишь две и проиграл семь игр с показателем ERA 4,78. После своего достижения Бюрле пришлось сыграть восемь матчей, в которых он потерпел четыре поражения, прежде чем снова одержать победу. Это случилось 7 сентября в игре против «Бостон Ред Сокс».
Этот матч стал частью серии питчера из 45 подряд выведенных в аут баттеров, что являлось рекордом лиги до 28 августа 2014 года, когда питчер «Сан-Франциско Джайентс» Юсимеро Петит вывел в аут 46 подряд баттеров.
Игра Бюрле стала первой из трёх совершенных игр и первой из четырёх ноу-хиттеров, сыгранных против «Тампы Бэй Рейс» меньше чем за три года. 9 мая 2010 года питчер «Окленд Атлетикс» Даллас Брейден сыграл совершенную игру, 25 июня 2010 года питчер «Аризоны Даймондбэкс» Эдвин Джексон бросил ноу-хиттер и 15 августа 2012 года Феликс Эрнандес из «Сиэтл Маринерс» также сыграл совершенную игру.